# استان موارو
استان موارو (به لاتین: Mwaro Province) یک منطقهٔ مسکونی در بوروندی است که در بوروندی واقع شده‌است. استان موارو ۸۳۹٫۶۰ کیلومتر مربع مساحت و ۲۷۳٬۱۴۳ نفر جمعیت دارد.